# Megachile fuerteventurae
Megachile fuerteventurae là một loài Hymenoptera trong họ Megachilidae. Loài này được Tkalcu mô tả khoa học năm 1993.